# John F. Kennedy Stadium
O Estádio John F. Kennedy (John F. Kennedy Stadium, ou JFK Stadium) foi um estádio a céu aberto na Filadélfia, Pensilvânia, que funcionou de 1926 a 1989. Foi a casa do time de futebol americano Philadelphia Eagles entre os anos de 1936 a 1939.
Construído em 1925, ficou pronto a tempo para a Sesquicentennial International Exposition em 1926, marcando a abertura da exposição. Conhecido originalmente como Sesquicentennial Stadium em sua inauguração em 15 de abril de 1926, foi renomeado para "Philadelphia Municipal Stadium" com o encerramento da exposição. O nome foi mudado mais uma vez em 1964, em homenagem a John F. Kennedy.  
Depois de anos de abandono e falta de manutenção, o estádio foi fechado em 13 de julho de 1989, sendo demolido em 1992. 